# Tumba de corredor

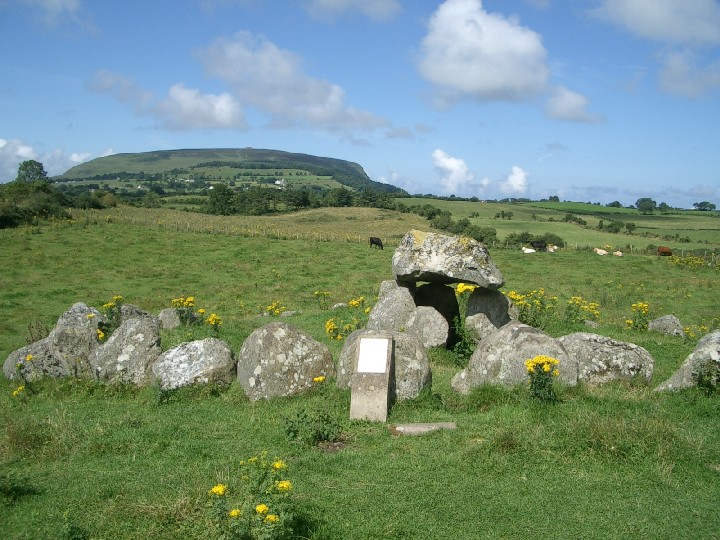
Tumba de corredor sencilla en Carrowmore, cerca de Sligo en Irlanda.

Una tumba de corredor o sepultura de corredor consiste en un estrecho pasaje de grandes piedras, ortostatos, y una o varias cámaras funerarias cubiertas de tierra, de arenisca o de piedra. Los megalitos se solían utilizar en la construcción de tumbas de corredor, que por lo general se fechan en el Neolítico. Los que tienen más de una cámara puede tener múltiples subcámaras en la apertura de la cámara mortuoria principal. Un diseño común, la tumba de corredor cruciforme, es, como su nombre indica, en forma de cruz. A veces las tumbas de corredor están cubiertas con un cairn, especialmente los que datan de épocas posteriores. No en todas las tumbas de corredor se han encontrado pruebas de haber contenido cuerpos, tal es el caso de Maeshowe.
Las tumbas de corredor del tipo cairn a menudo tienen elaborados tejados con ménsulas en lugar de lajas sencillas, tales como la bóveda de Newgrange. Se ha encontrado arte megalítico tallado en las piedras en algunos sitios. El mismo corredor, en una serie de casos notables, está alineado de tal manera que el sol penetra en el pasaje en un momento importante en el año, por ejemplo al salir el sol en el solsticio de invierno o al atardecer en el equinoccio
En una recopilación de 1961 de tumbas megalíticas de Irlanda, Seán Ó Nualláin y Ruaidhrí De Valera describe cuatro categorías de tumbas megalíticas: cairns de patio, dólmenes de portal, tumbas de corredor en cuña, y tumbas de corredor. El término, en español, tumba de corredor, se utiliza para tumbas en Cantabria, Galicia, Asturias y el País Vasco. De los cuatro tipos arriba descritos sólo las tumbas de corredor parecen haberse distribuido de una manera amplia por toda Europa.
Las tumbas de corredor se distribuyen ampliamente a lo largo de la fachada atlántica de Europa. Se encuentran en Irlanda, Gran Bretaña, Escandinava, en el norte Alemania y la región de Drente de los Países Bajos. También se encuentran en la península ibérica, algunas partes del Mediterráneo, y a lo largo de la costa norte de África. Las tumbas de corredor más tempranas parecen tomar la forma de pequeños dólmenes. En Irlanda y Gran Bretaña, las tumbas de corredor se encuentran a menudo en grandes grupos, dando lugar al término cementerios de tumbas de corredor. Muchas tumbas de corredor se construyeron en las cimas de las colinas o montañas, lo que indica que sus constructores tenían como propósito que fuesen vistas desde una gran distancia o para marcar su territorio.

## Formas
Por su forma se pueden diferenciar, al menos, dos subtipos:
- Tumba de corredor cruciforme;
- Tumba de corredor en cuña.

### Ejemplos de tumbas de corredor
- Avielochan, Clava cairn y Maeshowe en Escocia, Reino Unido;
- Brú na Bóinne (o Newgrange), Loughcrew, Carrowkeel y Carrowmore en Irlanda;
- Bryn Celli Ddu en Gales, Reino Unido;
- Cairn Hill en Corneddan, Longford, Irlanda;
- Carnac en Bretaña, Francia;
- Dolmen Dohnsen-Siddernhausen en Baja Sajonia, Alemania;
- El complejo de tumbas Gavrinis en Francia;
- La Hougue Bie en Jersey, Reino Unido;
- La necrópolis de Los Millares en España;
- Oldendorfer Totenstatt en Lüneburg Heath, Baja Sajonia, Alemania;
- Rævehøj y Kong Asgers Høj en Dinamarca.
- Almendralejo (Badajoz)  arrollo Harnina en España
- Dolmen de Lácara. Badajoz. España. https://web.archive.org/web/20141013124307/http://turismoextremadura.com/viajar/turismo/es/explora/Dolmen-de-Lacara_1924203554/
- Portal:Prehistoria. Contenido relacionado con Prehistoria.
- Arquitectura prehistórica
- Megalitismo
- Glosario de arquitectura prehistórica
- Arqueoastronomía